# Aleksandra Ranković
Aleksandra Ranković (ur. 8 lipca 1980) – serbska siatkarka, brązowa medalistka Mistrzostw Świata 2006 wraz z reprezentacją Serbii i Czarnogóry.
Wraz z młodzieżową reprezentacją Jugosławii dwukrotnie zajęła dziewiąte miejsce podczas mistrzostw świata juniorek (1997, 1999).